# Роман Шебрле
Роман Шебрле (чеш. Roman Šebrle; Ланшкроун, 26. новембар 1974.) је некадашњи Чешки атлетичар, који је преко једанаест година држао светски рекорд у десетобоју. У Гецису је 2001. постао први десетобојац икада који је сакупио преко 9.000 поена, поставивши светски рекорд од 9.026 поена, наследивши свог сународника Томаша Дворжака, који је две године раније постигао 8.994 поена.
Након што је био други у десетобоју на Олимпијским играма 2000, Шебрле је освојио златну медаљу на Играма 2004.

## Спортска каријера

### Почетак
Роман је са шест година почео да игра фудбал, али је повремено учествовао и на атлетским такмичењима. 1987. сломио је потколеницу и имао је ногу у гипсу 2 месеца, па је следећих годину дана поново учио да хода.
На свом првом такмичењу у десетобоју учествовао је 1991. године у месту Тињиште на Орлици. Тада је скупио укупно 5.187 бодова. Затим је упознао тренера Јиржија Чечака који га је убедио да напусти своју средњу школу у Рихнову на Књежној и да се пресели у Пардубице.
1995. започео је двогодишњи војни рок у чешким оружаним снагама. Придружио се војном спортском клубу Дукла Праг и групи десетобојаца које је предводио тренер Зденек Вања.

### Међународни успеси
1996. Шебрле је први пут скупио преко 8.000 бодова, када је на митингу у Прагу је постигао 8.210 поена. Први велики успех постигао је 1997. године, када је освојио Светске универзитетске игре на Сицилији. Исте године је освојио девето место на Светском првенству у Атини. 1999. је на Светском првенству у дворани у Маебашију освојио бронзу у седмобоју, а годину дана касније на Европском првенству у дворани у Генту је освојио сребро.
На Олимпијским играма 2000. у Сиднеју Шебрле је освојио сребро.
У марту 2001. освојио је Светско првенство у дворани у Лисабону. У мају 2001. оборио је светски рекорд резултатом од 9.026 поена, што је био први пут да је један десетобојац сакупио више од 9.000 поена.  
Шебрле је 2001. почео да тренира са тренером Далибором Купком 2002. године освојио је Европско првенствао у дворани у Бечу, а потом и у Минхену на отвореном. У Атини је 2004. освојио Олимпијске игре, достигавши 8.893 поена чиме је оборио 20 година стар олимпијски рекорд који је поставио британски десетобојац Дејли Томпсон на Олимпијским играма у Лос Анђелесу 1984. После победе у Атини, чешки министар одбране је унапредио Шебрлеа у чин мајора.
Шебрлеови најбољи резултати на Светским првенствима били су злато 2007. (Осака), потом сребро 2003. (Париз) и 2005. (Хелсинки). Успешан је био и на Светском првенству у дворани у седмобоју, освојивши злата 2001. (Лисабон) и 2004. (Будимпешта), и бронзе 1999. (Маебаши), 2003. (Бирмингем) и 2006. (Москва). 2005. освојио је Европско првенство у дворани у седмобоју (Мадрид), 2006. други пут Европско првенство у десетобоју (Гетеборг), а 2007. освојио је треће европско злато у дворани (Бирмингем).
Шебрле је први десетобојац који је завршио 40 такмичења у десетобоју са резултатом од преко 8.000 поена и 20 такмичења са резултатом од преко 8.500 поена. Шебрле је пет пута заредом биран за најбољег чешког атлетичара године (2002–2006), а 2004. добио је титулу најбољег чешког спортисте године. 2002. добио је трофеј Гут-Јарковски за свој светски рекорд, који додељује Чешки олимпијски комитет за најбољи наступ чешког спортисте у претходној години.

### Повреда рамена 2007. године
Дана 22. јануара 2007. Шебрлеа је повредило копље које је бацила јужноафричка рекордерка Сунет Вилјун, током тренинга у Јужној Африци. Копље је Шебрлеу пробило десно раме у дубини од 12 сантиметара. Шебрле је одмах ишчупао копље, што је могло да изазове још већу рану. Међутим, то није изазвало озбиљније повреде, јер је копље склизнуло између мишића и коже. У болници је Шебрле добио једанаест шавова. Неко време је био ограничен у тренинзима, посебно у скоку с мотком. Касније је Шебрле изјавио да је избегао смрт за само 20 саснтиметара.

## Приватно
Шебрле се 14. октобра 2000. оженио Евом Касаловом, бившом чешком атлетичарком која је трчала на 400 и 800 метара. Њихов син Штепан рођен је 4. септембра 2002, а ћерка Катерина 30. јануара 2006.
Од јесени 2013. такмичи се на голф турнирима.
Од 2014. ради на телевизији Прима. Од 3. маја 2020. године води спортски програм на Прима ТВ каналу и новом ЦНН информативном каналу Прима Новости (CNN Prima News).

## Достигнућа

### Лични рекорди
| Дисциплина         | Резултат    | Место       | Датум                      | Напомена                  |
| ------------------ | ----------- | ----------- | -------------------------- | ------------------------- |
| 60 метара          | 6.91        | Талин       | 7. фебруар 1999.           | У дворани                 |
| 100 метара         | 10.64 10.64 | Гецис Гецис | 3. јун 2000. 26. мај 2001. | ветар 1.3 м/с ветар 0 м/с |
| 200 метара         | 21.74       | Праг        | 7. август 2004             | ветар 1.4 м/с             |
| 300 метара         | 35.12       | Праг        | 13. јун 2005.              |                           |
| 400 метара         | 47.76       | Гецис       | 29. мај 1999.              |                           |
| 1.000 метара       | 2:37.86     | Лисабон     | 11 март 2001.              | У дворани                 |
| 1.500 метара       | 4:21.98     | Гецис       | 27 мај 2001.               |                           |
| 60 метара препоне  | 7.84        | Праг        | 2001.                      | У дворани                 |
| 110 метара препоне | 13.68       | Хаале       | 20. мај 2001.              |                           |
| Скок у вис         | 2.15        | Гецис       | 3. јун 2000.               |                           |
| Скок мотом         | 5.20        | Турнов      | 18. мај 2003.              |                           |
| Скок у даљ         | 8.11        | Гецис       | 26. мај 2001.              | ветар 1.9 м/с             |
| Бацање кугле       | 16.47       | Кладно      | 19. јун 2007.              |                           |
| Бацање диска       | 49.46       | Праг        | 24. мај 2009.              |                           |
| Бацање копља       | 71.18       | Осака       | 1. септембар 2007.         |                           |
| Десетобој          | 9.026       | Гецис       | 27. мај 2001.              | Европски рекорд           |
| Седмобој           | 6.438       | Будимпешта  | 7. март 2004.              | Европски рекорд           |

### Међународна такмичења
| Година | Место      | Дисциплина | Такмичење                    | Пласман | Резултат | Напомена | Референца |
| ------ | ---------- | ---------- | ---------------------------- | ------- | -------- | -------- | --------- |
| 1997   | Атина      | Десетобој  | Светско првенство            | 9       | 8.232    |          | [ 23 ]    |
| 1997   | Катанија   | Десетобој  | Универзијада                 | 1       | 8.380    |          | [ 24 ]    |
| 1998   | Валенсија  | Седмобој   | Европско првенство у дворани | Одустао | –        |          | [ 25 ]    |
| 1998   | Будимпешта | Десетобој  | Европско првенство           | 6       | 8.477    |          | [ 26 ]    |
| 1999   | Маебаши    | Седмобој   | Светско првенство у дворани  | 3       | 6.319    |          | [ 27 ]    |
| 1999   | Севиља     | Десетобој  | Светско првенство            | Одустао | –        |          | [ 25 ]    |
| 2000   | Гент       | Седмобој   | Европско првенство у дворани | 2       | 6.271    |          | [ 28 ]    |
| 2000   | Сиднеј     | Десетобој  | Олимпијске игре              | 2       | 8.606    |          | [ 29 ]    |
| 2001   | Лисабон    | Седмобој   | Светско првенство у дворани  | 1       | 6.420    |          | [ 30 ]    |
| 2001   | Едмонтон   | Десетобој  | Светско првенство            | 10      | 8.174    |          | [ 31 ]    |
| 2002   | Беч        | Седмобој   | Европско првенство у дворани | 1       | 6.280    |          | [ 32 ]    |
| 2002   | Минхен     | Десетобој  | Европско првенство           | 1       | 8.800    |          | [ 33 ]    |
| 2003   | Бирмингем  | Седмобој   | Светско првенство у дворани  | 3       | 6.196    |          | [ 34 ]    |
| 2003   | Париз      | Десетобој  | Светско првенство            | 2       | 8.634    |          | [ 35 ]    |
| 2004   | Будимпешта | Седмобој   | Светско првенство у дворани  | 1       | 6.438    | ЕР       | [ 36 ]    |
| 2004   | Атина      | Десетобој  | Олимпијске игре              | 1       | 8.893    | ОР       | [ 37 ]    |
| 2005   | Мадрид     | Седмобој   | Европско првенство у дворани | 1       | 6.232    |          | [ 38 ]    |
| 2005   | Хелсинки   | Десетобој  | Светско првенство            | 2       | 8.521    |          | [ 39 ]    |
| 2006   | Москва     | Седмобој   | Светско првенство у дворани  | 3       | 6.161    |          | [ 40 ]    |
| 2006   | Гетеборг   | Десетобој  | Европско првенство           | 1       | 8.526    |          | [ 41 ]    |
| 2007   | Бирмингем  | Седмобој   | Европско првенство у дворани | 1       | 6.196    |          | [ 42 ]    |
| 2007   | Осака      | Десетобој  | Светско првенство            | 1       | 8.676    |          | [ 43 ]    |
| 2008   | Валенсија  | Седмобој   | Светско првенство у дворани  | Одустао | –        |          | [ 44 ]    |
| 2008   | Пекинг     | Десетобој  | Олимпијске игре              | 6       | 8.241    |          | [ 45 ]    |
| 2009   | Берлин     | Десетобој  | Светско првенство            | 11      | 8.266    |          | [ 46 ]    |
| 2011   | Париз      | Седмобој   | Европско првенство у дворани | 3       | 6.178    |          | [ 47 ]    |
| 2011   | Даегу      | Десетобој  | Светско првенство            | 14      | 8.069    |          | [ 48 ]    |
| 2012   | Лондон     | Десетобој  | Олимпијске игре              | Одустао | –        |          |           |